# Dvd-r

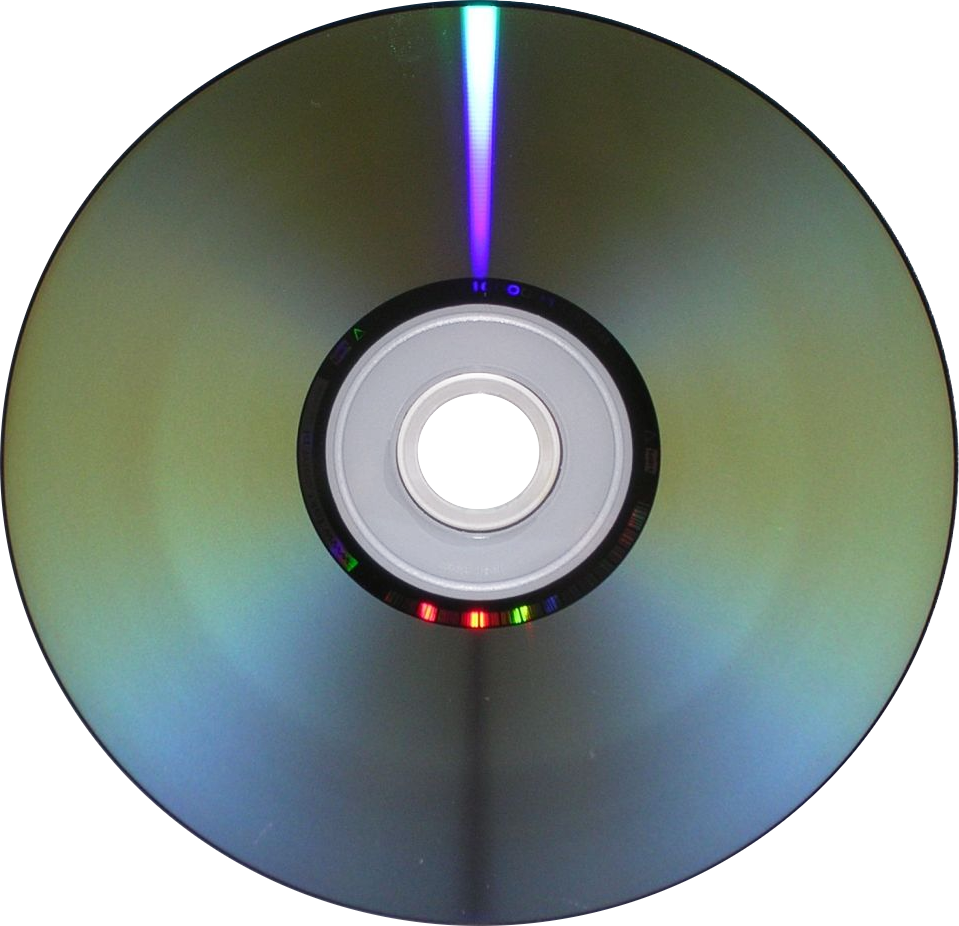
Een dvd-r

Een dvd is een optische schijf met een diameter van 12 cm waarop digitale gegevens vastgelegd kunnen worden. Er zijn twee types dvd: de dvd-r en de dvd+r. Beide types worden gesteund door andere fabrikanten.
Aanhangers van het dvd-r-formaat:
- Pioneer
- Apple

De beschrijfbare dvd+r's worden momenteel in Nederland het meest verkocht. Een voordeel van de dvd+r is dat deze technisch voorloopt op de DVD-R en dat videobewerken rechtstreeks mogelijk is vanaf een herschrijfbare dvd+r (oftewel een dvd+rw). Dvd-r heeft als voordeel dat het door meer dvd-spelers wordt ondersteund.
De dvd-r heeft een net iets grotere opslagcapaciteit dan de dvd+r; 4,382 GiB tegenover 4,377 GiB.
Naast de dvd-r is er ook de dvd-rw. Deze heeft dezelfde specificaties als de dvd-r, maar kan ook gewist en weer opnieuw beschreven worden.
dvd+r · dvd+rw · dvd-r · dvd-rw · dvd-ram